# Ariel Cabral
Alejandro Ariel Cabral (ur. 11 września 1987 w Buenos Aires) – argentyński piłkarz występujący na pozycji pomocnika.

## Kariera klubowa
W 2007 roku Ricardo La Volpe, ówczesny szkoleniowiec CA Vélez Sarsfield, wprowadził Cabrala do pierwszego zespołu. W sezonie 2008/09 Cabral wraz z klubem wygrał Torneo Clausura. W czerwcu 2010 roku polskie media doniosły, że Argentyńczyk został wypożyczony do Legii Warszawa. Informacje taką podała też oficjalna strona Vélez. 29 czerwca 2010 roku Argentyńczyk przyleciał do Warszawy, aby przejść testy medyczne. Dzień później podpisał kontrakt ze stołecznym klubem. Jako pierwszy zdobył bramkę na nowym Stadionie Wojska Polskiego w Warszawie w meczu otwarcia z Arsenal FC. Po początkowych problemach z adaptacją do polskiego stylu gry, wiosną 2011 grał całkiem dobrze. Zagrał co najmniej 40 minut (włączając dogrywkę) w finale Pucharu Polski z Lechem Poznań i strzelił jednego z karnych, decydujących o zdobyciu przez Legię tego trofeum, co także zapewniło jej grę w eliminacjach Ligi Europy 2011. Ze względów finansowych Legia nie mogła jednak spełnić oczekiwań finansowych Vélezu Sársfield i latem 2011 roku zawodnik powrócił do Argentyny. W sezonie 2012/13 wygrał wraz z drużyną Torneo Inicial.

## Kariera reprezentacyjna
W 2007 roku Cabral wraz z reprezentacją Argentyny U-20 zdobył Mistrzostwo Świata U-20. W maju 2011 roku Cabral otrzymał od Sergio Batisty powołanie do reprezentacji Argentyny na towarzyskie spotkania z Nigerią oraz Polską.

## Życie prywatne
Posiada obywatelstwo Argentyny i Hiszpanii.

## Sukcesy
Argentyna U-20
- mistrzostwo świata: 2007

CA Vélez Sársfield
- Mistrzostwo Argentyny: 2009 Clausura, 2012 Inicial
- Superpuchar Argentyny: 2013

Legia Warszawa
- Puchar Polski: 2011

Cruzeiro EC
- Puchar Brazylii: 2018
- Campeonato Mineiro: 2018, 2019